# Blodelsheim
Blodelsheim [blodəlsaim]  est une commune française située dans l'aire d'attraction de Mulhouse et faisant partie de la collectivité européenne d'Alsace (circonscription administrative du Haut-Rhin), en région Grand Est.
Cette commune se trouve dans la région historique et culturelle d'Alsace.
Ses habitants sont appelés les Blodelsheimois et les Blodelsheimoises.

## Géographie

### Localisation
La commune est à 23,2 km de Illzach, 25,9 de Mulhouse et 29,9 de Colmar.
|             | Fessenheim         |                                         |
| Roggenhouse | Blodesheim         | Le Rhin Neuenburg am Rhein ( Allemagne) |
|             | Rumersheim-le-Haut |                                         |

### Géologie et relief
- Hydrogéologie et climatologie : Système d’information pour la gestion de l’Aquifère rhénan :

Territoire communal : Occupation du sol (Corinne Land Cover); Cours d'eau (BD Carthage),
Géologie : Carte géologique; Coupes géologiques et techniques,
 Hydrogéologie : Masses d'eau souterraine; BD Lisa; Cartes piézométriques.

### Hydrographie

#### Réseau hydrographique
La commune est dans le bassin versant du Rhin au sein du bassin Rhin-Meuse. Elle est drainée par le Grand canal d'Alsace, le Rhin, le canal d'evacuation des Mines de Potasse, le canal d'Irrigation de la Hardt, le ruisseau du Muhlbach de la Hardt et un autre petit cours d'eau,.
Le Grand canal d'Alsace, d'une longueur de 93 km, prend sa source dans la commune de Schœnau et se jette  dans le Rhin à Erstein, après avoir traversé 31 communes. 
Le Rhin, long de 1 233 km est le plus long fleuve se déversant dans la mer du Nord et de l'une des voies navigables les plus fréquentées du monde. Il traverse la Suisse, l'Autriche, l'Allemagne et les Pays-Bas et marque la frontière entre l'Allemagne et la France. 
Le canal d'évacuation des Mines de Potasse, d'une longueur de 28 km, est un canal, chenal non navigable qui relie la commune de Staffelfelden à Staffelfelden, où il se jette dans la Thur. 
Le canal d'irrigation de la Hardt, d'une longueur de 30 km, est un canal, chenal non navigable qui relie la commune de Hombourg à Algolsheim, où il se jette dans le canal du Rhône au Rhin. 
Le ruisseau du Muhlbach de la Hardt, d'une longueur de 38 km, prend sa source dans la commune de Ottmarsheim et se jette  dans le canal de Neuf-Brisach à Biesheim, après avoir traversé 15 communes. 

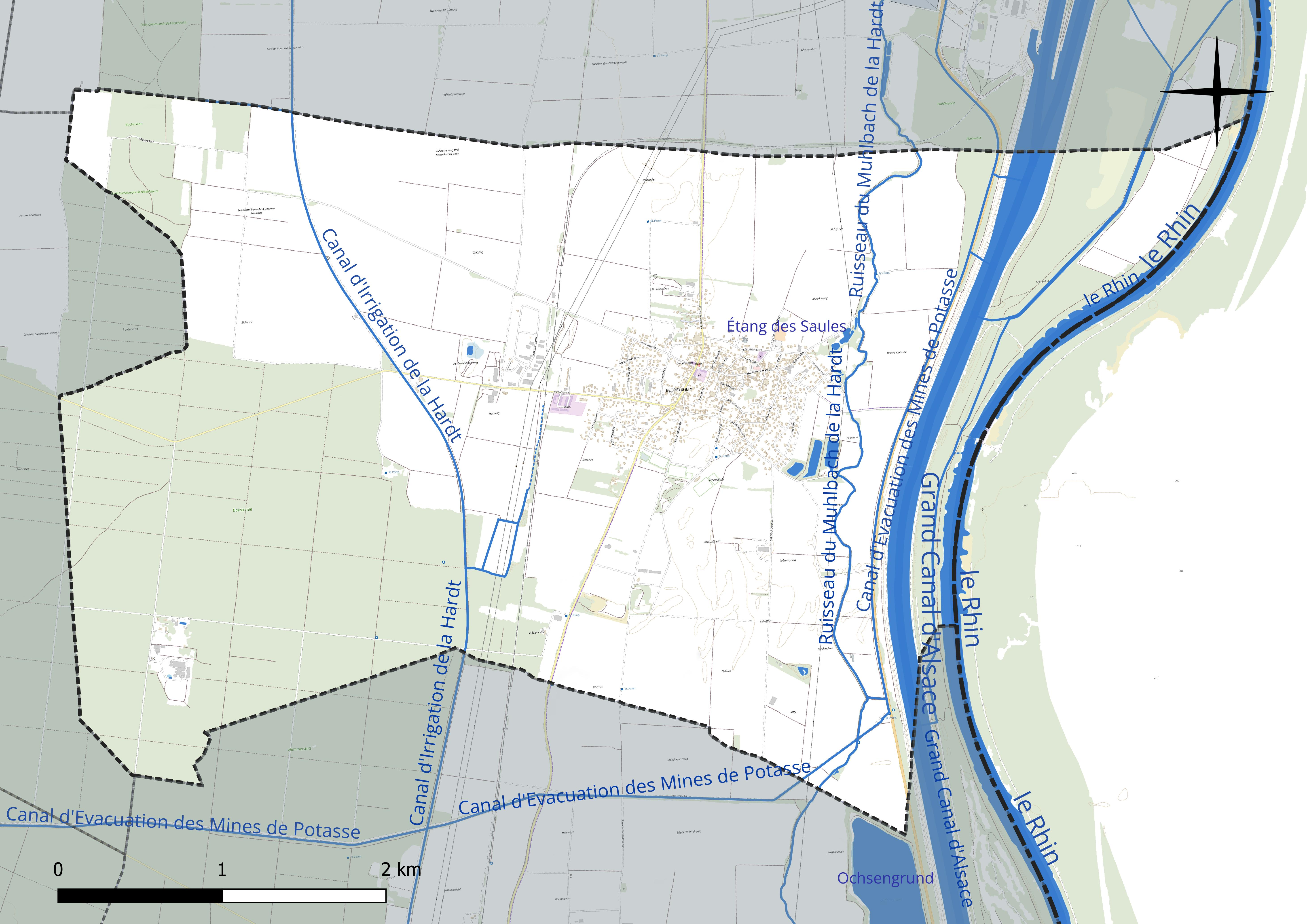
Réseau hydrographique de Blodelsheim.

Un plan d'eau complète le réseau hydrographique : l'étang des Saules (0,4 ha),.

#### Gestion et qualité des eaux
Le territoire communal est couvert par le schéma d'aménagement et de gestion des eaux (SAGE) « Ill Nappe Rhin ». Ce document de planification concerne la nappe phréatique rhénane, les cours d'eau de la plaine d'Alsace et du piémont oriental du Sundgau, les canaux situés entre l'Ill et le Rhin et les zones humides de la plaine d'Alsace. Le périmètre s’étend sur 3 596 km2. Il a été approuvé le 17 janvier 2005. La structure porteuse de l'élaboration et de la mise en œuvre est la région Grand Est. 
La qualité des cours d’eau peut être consultée sur un site dédié géré par les agences de l’eau et l’Agence française pour la biodiversité. 

### Climat
Pour des articles plus généraux, voir Climat du Grand Est et Climat du Haut-Rhin.
En 2010, le climat de la commune est de type climat océanique altéré, selon une étude du Centre national de la recherche scientifique s'appuyant sur une série de données couvrant la période 1971-2000. En 2020, Météo-France publie une typologie des climats de la France métropolitaine dans laquelle la commune est exposée à un climat semi-continental et est dans la région climatique  Alsace, caractérisée par une pluviométrie faible, particulièrement en automne et en hiver, un été chaud et bien ensoleillé, une humidité de l’air basse au printemps et en été, des vents faibles et des brouillards fréquents en automne (25 à 30 jours). 
Pour la période 1971-2000, la température annuelle moyenne est de 10,5 °C, avec une amplitude thermique annuelle de 18 °C. Le cumul annuel moyen de précipitations est de 642 mm, avec 7,7 jours de précipitations en janvier et 9,7 jours en juillet. Pour la période 1991-2020, la température moyenne annuelle observée sur la station météorologique de Météo-France la plus proche, « Colmar-Meyenheim », sur la commune de Meyenheim à 14 km à vol d'oiseau, est de 11,3 °C et le cumul annuel moyen de précipitations est de 595,0 mm. 
La température maximale relevée sur cette station est de 40,9 °C, atteinte le 13 août 2003 ; la température minimale est de −24,8 °C, atteinte le 27 février 1986,,. 
Les paramètres climatiques de la commune ont été estimés pour le milieu du siècle (2041-2070) selon différents scénarios d'émission de gaz à effet de serre à partir des nouvelles projections climatiques de référence DRIAS-2020. Ils sont consultables sur un site dédié publié par Météo-France en novembre 2022.

## Urbanisme

### Typologie
Au 1er janvier 2024, Blodelsheim est catégorisée bourg rural, selon la nouvelle grille communale de densité à sept niveaux définie par l'Insee en 2022.
Elle est située hors unité urbaine. Par ailleurs la commune fait partie de l'aire d'attraction de Mulhouse, dont elle est une commune de la couronne,. Cette aire, qui regroupe 132 communes, est catégorisée dans les aires de 200 000 à moins de 700 000 habitants,.

### Occupation des sols
L'occupation des sols de la commune, telle qu'elle ressort de la base de données européenne d’occupation biophysique des sols Corine Land Cover (CLC), est marquée par l'importance des territoires agricoles (56,1 % en 2018), en diminution par rapport à 1990 (58 %). La répartition détaillée en 2018 est la suivante : 
terres arables (51,8 %), forêts (31,9 %), zones urbanisées (5,6 %), eaux continentales (4,9 %), zones agricoles hétérogènes (4,3 %), zones industrielles ou commerciales et réseaux de communication (1,3 %), milieux à végétation arbustive et/ou herbacée (0,2 %). L'évolution de l’occupation des sols de la commune et de ses infrastructures peut être observée sur les différentes représentations cartographiques du territoire : la carte de Cassini (XVIIIe siècle), la carte d'état-major (1820-1866) et les cartes ou photos aériennes de l'IGN pour la période actuelle (1950 à aujourd'hui).

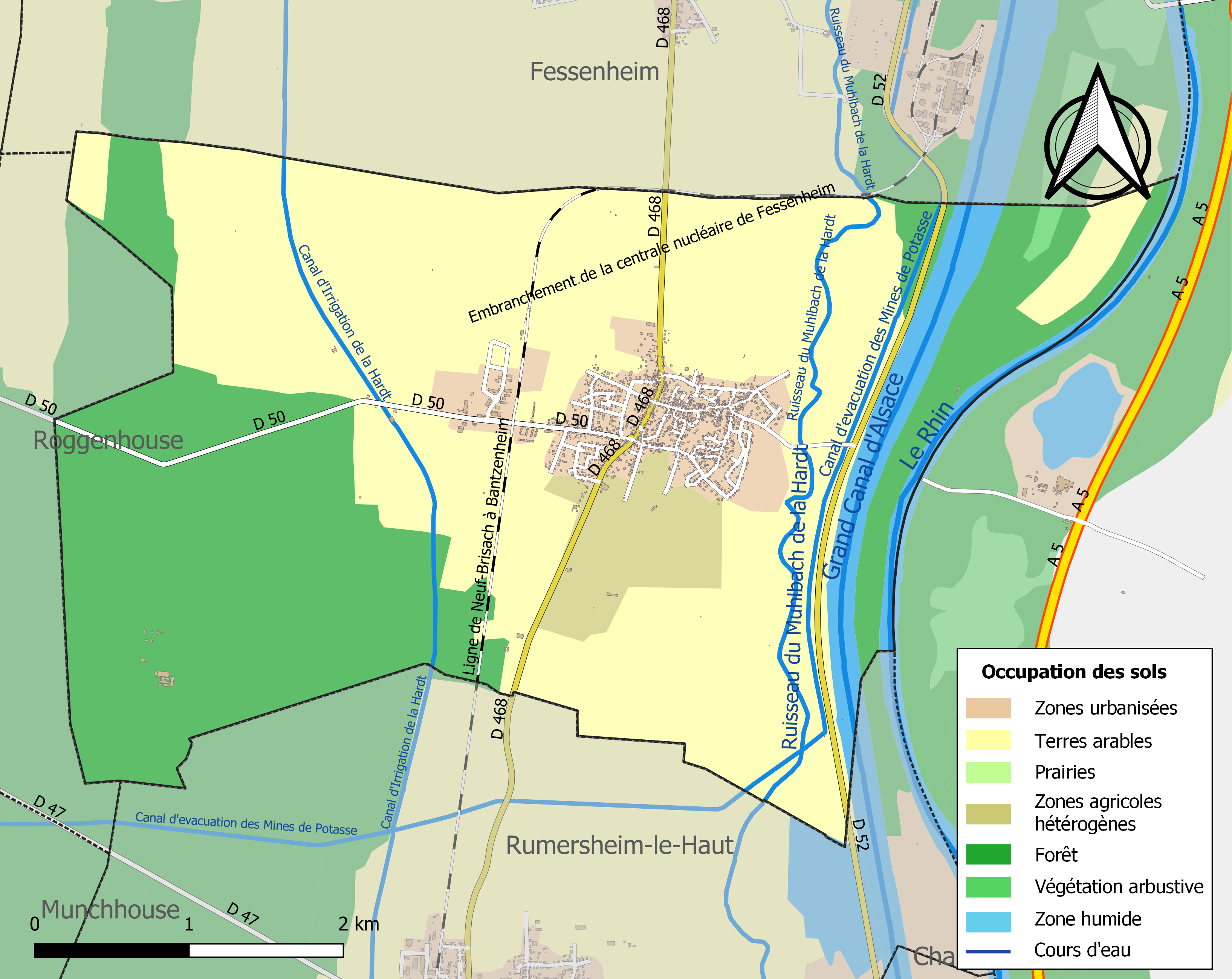
Carte des infrastructures et de l'occupation des sols de la commune en 2018 (CLC).

### Voies de communications et transports

#### Voies routières
- D468 vers Fessenheim, Rumersheim-le-Haut[21].
- D50 vers Roggenhouse.
- A36.
- A35.

#### Transports en commun
- Transports en Alsace.
- Fluo Grand Est.

Il existe 2 lignes de bus :
- Balgau-Mulhouse/Mulhouse-Balgau,
- Blodelsheim-Guebwiller/Guebwiller-Blodelsheim.

##### SNCF
- Gare de Mulhouse-Ville,
- Gare de Mulhouse-Dornach,
- Gare de Rixheim,
- Gare de Lutterbach.

##### Transports aériens
- Aéroport international de Bâle-Mulhouse-Fribourg[23] à 44,4 km[24].

### Risques naturels et technologiques
Commune située dans une zone de sismicité modérée.

## Histoire
L’être humain occupait déjà le site au Néolithique. Une voie romaine, Roemmerstraesle, passait à proximité du village.
Des sépultures mérovingiennes ou carolingiennes y ont été mises au jour en 1988.
Nommé successivement Flatolsheim, Bladolvesheim, Blodolsheim, le village ne recevra son toponyme définitif de Blodelsheim qu’en 1580.
Au Moyen Âge, Blodelsheim appartenait aux Habsbourg et faisait partie du bailliage de Landser. C’est à Blodelsheim qu’eut lieu la célèbre bataille qui opposa le 8 juin 1228 l’évêque de Strasbourg Berthold de Theck et son allié le comte Albert de Habsbourg au comte de Ferrette Frédéric II. La raison du conflit était la succession de la comtesse Gertrude de Dabo-Eguisheim qui, bien que mariée trois fois, mourut en 1225 sans héritier.
Entre 1250 et 1273, le village fut fortifié à l’initiative du comte Rodolphe de Habsbourg (futur roi de Germanie) ; une tour forte y fut même construite.
Les Habsbourg déléguèrent ensuite leurs droits à de grandes familles nobles telles que les Truchsess Rheinfelden.
Comme en fait encore mémoire une épitaphe au fond de l’église, la famille Wegbecher participa à la reconstruction qui suivit la dévastation du village durant la guerre de Trente Ans.
Au XIXe siècle, la famille Valentin marqua particulièrement le village par ses bienfaits. En témoignent encore une rue et une maison du même nom.
Une autre personnalité laissa son empreinte : le curé Phillipi créa l’hôpital en 1850 pour que les indigents puissent y être soignés et nourris. L’immeuble existe encore sous le nom de « maison de l’hôpital ».
Si Blodelsheim fut relativement épargné durant la guerre de 1914-1918 malgré ses 21 victimes, il n’en fut pas de même pour la Seconde Guerre mondiale durant laquelle le village subit une évacuation et déplora 29 victimes. Cette évacuation pénible et éprouvante eut lieu dès septembre 1939 et se fit, pour la majorité de la population, vers Gimont dans le Gers.
Le village fut enfin libéré le 8 février 1945 ; un odonyme local, « rue du 8-Février », rappelle cet événement. Pour éviter les dangers des derniers combattants, des habitants se replièrent vers les Vosges.
Et, en souvenir de l’accueil chaleureux des Gimontois et des liens d’amitié tissées alors, les deux villages se jumelèrent en 1982.
De nombreux monuments et bâtiments constituent le patrimoine du village et témoignent encore de son passé.

## Politique et administration

### Découpage territorial
La commune de Blodelsheim est membre de la communauté de communes Pays Rhin-Brisach, un établissement public de coopération intercommunale (EPCI) à fiscalité propre créé le 9 juin 2016 dont le siège est à Volgelsheim. Ce dernier est par ailleurs membre d'autres groupements intercommunaux.
Sur le plan administratif, elle est rattachée à l'arrondissement de Colmar-Ribeauvillé, à la circonscription administrative de l'État du Haut-Rhin, en tant que circonscription administrative de l'État, et à la région Grand Est. 
Sur le plan électoral, elle dépendait jusqu'en 2020 du  canton d'Ensisheim pour l'élection des conseillers départementaux au sein du conseil départemental du Haut-Rhin. Depuis le 1er janvier 2021, elle dépend du même canton pour l'élection des conseillers d'Alsace au sein de la collectivité européenne d'Alsace.

### Chronologie des maires
| Période       | Période                   | Identité                                         | Étiquette | Qualité                                                 |
| ------------- | ------------------------- | ------------------------------------------------ | --------- | ------------------------------------------------------- |
| mars 1790     | décembre 1792             | Joseph Deckert                                   |           |                                                         |
| décembre 1792 | mars 1795                 | Jean Herr                                        |           |                                                         |
| mai 1795      | novembre 1795             | François-Blaise Renner                           |           |                                                         |
| 1798          | 1800                      | Jean Stoffel                                     |           |                                                         |
| 1800          | 1803                      | Joseph Rudlof                                    |           |                                                         |
| 1803          | 1813                      | Ignace Schillinger                               |           |                                                         |
| 1813          | 1814                      | François Antoine Eichenberger                    |           |                                                         |
| 1814          | 1816                      | François Joseph Reithinger (1788-1838)           |           |                                                         |
| 1816          | 1817                      | François Joseph Meyer                            |           |                                                         |
| 1817          | 1825                      | FrançoisAntoine Fimbel                           |           |                                                         |
| 1825          | 1830                      | François Joseph Grotzinger                       |           |                                                         |
| 1830          | 1838                      | François Joseph Reithinger (1788-1838)           |           |                                                         |
| 1838          | 1843                      | Zachée Meyer                                     |           |                                                         |
| 1843          | 1855                      | Martin Eichenberger                              |           |                                                         |
| 1855          | 1858                      | Sébastien Reithinger (1819-1859)                 |           |                                                         |
| 1858          | 1876                      | Joseph Fimbel                                    |           |                                                         |
| 1876          | 1881                      | Stephan Peter                                    |           |                                                         |
| 1881          | 1889                      | François Joseph Reithinger (1814-1890)           |           |                                                         |
| 1889          | 1891                      | Wilhelm Weidner                                  |           |                                                         |
| 1891          | 1910                      | François Joseph Reithinger (1833-1921)           |           |                                                         |
| 1910          | 1915                      | Xavier Fimbel                                    |           |                                                         |
| 1915          | 1916                      | Sébastien Stahl                                  |           | Boulanger, maire intérimaire                            |
| 1916          | 1919                      | Blaise Gaba                                      |           |                                                         |
| 1919          | 1925                      | Sébastien Stahl                                  |           | Boulanger                                               |
| 1925          | 1936                      | François Joseph Reithinger (1881-1936)           |           |                                                         |
| 1936          | 1940                      | Aloïse Sitterlé                                  |           |                                                         |
| 1940          |                           | Albert Renner                                    |           |                                                         |
| 1945          | 1945                      | Aloïse Sitterlé                                  |           |                                                         |
| 1945          | 1950                      | Albert Peter                                     |           |                                                         |
| 1950          | 1956                      | Joseph Stahl                                     |           | Agriculteur                                             |
| 1956          | 1967 (démission)          | Édouard Sitterlé                                 |           | Ancien militaire                                        |
| 1967          | 1995                      | Robert Dehlinger (1934-2018)                     |           | Maire honoraire Chevalier de l'Ordre national du Mérite |
| juin 1995     | mars 2001                 | Raymond Peter                                    |           |                                                         |
| mars 2001     | En cours (au 31 mai 2020) | François Beringer Réélu pour le mandat 2020-2026 |           |                                                         |

### Budget et fiscalité 2021
En 2021, le budget de la commune était constitué ainsi :
- total des produits de fonctionnement : 1 420 000 €, soit 710 € par habitant ;
- total des charges de fonctionnement : 1 218 000 €, soit 609 € par habitant ;
- total des ressources d'investissement : 656 000 €, soit 328 € par habitant ;
- total des emplois d'investissement : 508 000 €, soit 254 € par habitant ;
- endettement : 837 000 €, soit 419 € par habitant.

Avec les taux de fiscalité suivants :
- taxe d'habitation : 5,00 % ;
- taxe foncière sur les propriétés bâties : 33,04 % ;
- taxe foncière sur les propriétés non bâties : 33,04 % ;
- taxe additionnelle à la taxe foncière sur les propriétés non bâties : 0,00 % ;
- cotisation foncière des entreprises : 0,00 %.

Chiffres clés Revenus et pauvreté des ménages en 2020 : médiane en 2020 du revenu disponible, par unité de consommation : 26 030 €.

## Équipements et services publics

### Enseignement
Établissements d'enseignements :
- École maternelle et primaire[38],
- Collèges à Fessenheim, Ottmarsheim, Ensisheim, Volgelsheim,
- Lycées à Wittenheim, Pulversheim, Illzac.

### Santé
Professionnels et établissements de santé :
- Médecins à Fessenheim, Bantzenheim, Dessenheim, Chalampé, Oberhergheim, Neuf-Brisach,
- Pharmacies à Fessenheim, Bantzenheim, Oberhergheim, Neuf-Brisach, Ottmarsheim, Reguisheim, Ensisheim,
- Hôpitaux à Neuf-Brisach, Ensisheim, Rixheim, Kingersheim, Rouffach, Pfastatt, Mulhouse,
- Groupe hospitalier de la région de Mulhouse et Sud-Alsace,
- Groupement hospitalier de territoire Basse-Alsace Sud-Moselle.

## Population et société

### Démographie

#### Pyramide des âges
L'évolution du nombre d'habitants est connue à travers les recensements de la population effectués dans la commune depuis 1793. Pour les communes de moins de 10 000 habitants, une enquête de recensement portant sur toute la population est réalisée tous les cinq ans, les populations de référence des années intermédiaires étant quant à elles estimées par interpolation ou extrapolation. Pour la commune, le premier recensement exhaustif entrant dans le cadre du nouveau dispositif a été réalisé en 2006.

En 2022, la commune comptait 1 959 habitants, en évolution de +6,87 % par rapport à 2016 (Haut-Rhin : +0,66 %, France hors Mayotte : +2,11 %).
| 1793 | 1800 | 1806 | 1821  | 1831  | 1836  | 1841  | 1846  | 1851  |
| ---- | ---- | ---- | ----- | ----- | ----- | ----- | ----- | ----- |
| 825  | 899  | 988  | 1 188 | 1 178 | 1 253 | 1 367 | 1 524 | 1 505 |

| 1856  | 1861  | 1866  | 1871  | 1875  | 1880  | 1885  | 1890  | 1895 |
| ----- | ----- | ----- | ----- | ----- | ----- | ----- | ----- | ---- |
| 1 379 | 1 316 | 1 341 | 1 235 | 1 151 | 1 167 | 1 058 | 1 007 | 917  |

| 1900 | 1905 | 1910 | 1921 | 1926 | 1931 | 1936 | 1946 | 1954 |
| ---- | ---- | ---- | ---- | ---- | ---- | ---- | ---- | ---- |
| 908  | 922  | 908  | 858  | 896  | 936  | 881  | 794  | 829  |

| 1962 | 1968 | 1975  | 1982  | 1990  | 1999  | 2006  | 2011  | 2016  |
| ---- | ---- | ----- | ----- | ----- | ----- | ----- | ----- | ----- |
| 942  | 980  | 1 125 | 1 198 | 1 318 | 1 409 | 1 618 | 1 773 | 1 833 |

| 2021  | 2022  | - | - | - | - | - | - | - |
| ----- | ----- | - | - | - | - | - | - | - |
| 1 972 | 1 959 | - | - | - | - | - | - | - |

### Cultes
- Culte catholique, Communauté de paroisses La Hardt[44],[45], Diocèse de Strasbourg[46].
- Culte protestant, Riedisheim, paroisse réformée de Riedisheim-Rixheim

## Économie

### Entreprises et commerces

#### Agriculture
- Culture de céréales, de légumineuses et de graines oléagineuses.
- Autres cultures non permanentes.
- Fermes[47],[48].
- Coopérative agricole de céréales.

#### Tourisme
- Restauration traditionnelle.
- Gîtes ruraux.
- Hôtel Restaurant Chez Pierre[49].

#### Commerces
- Commerces et services[50].

## Culture locale et patrimoine

### Lieux et monuments

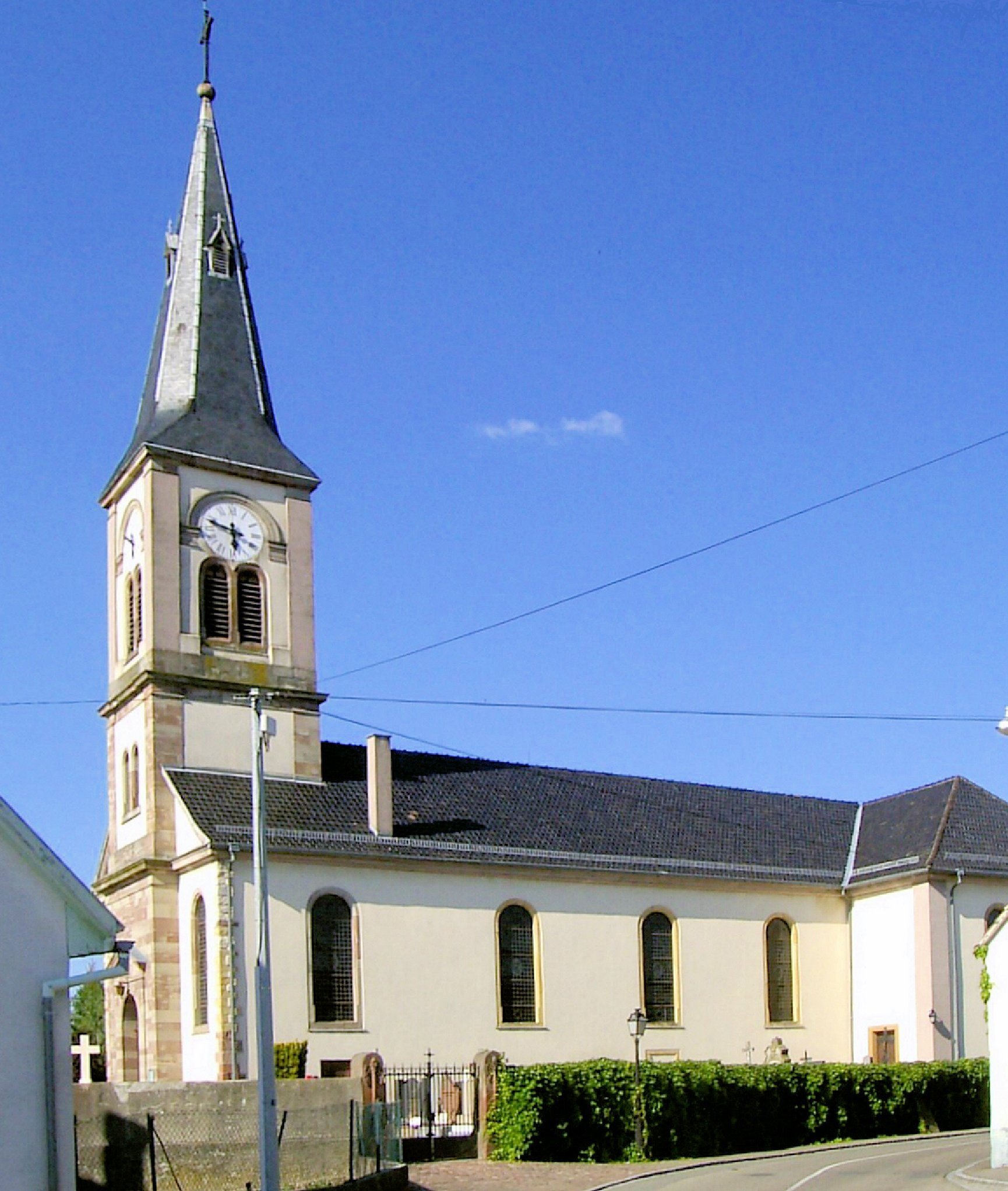
L'église Saint-Blaise.
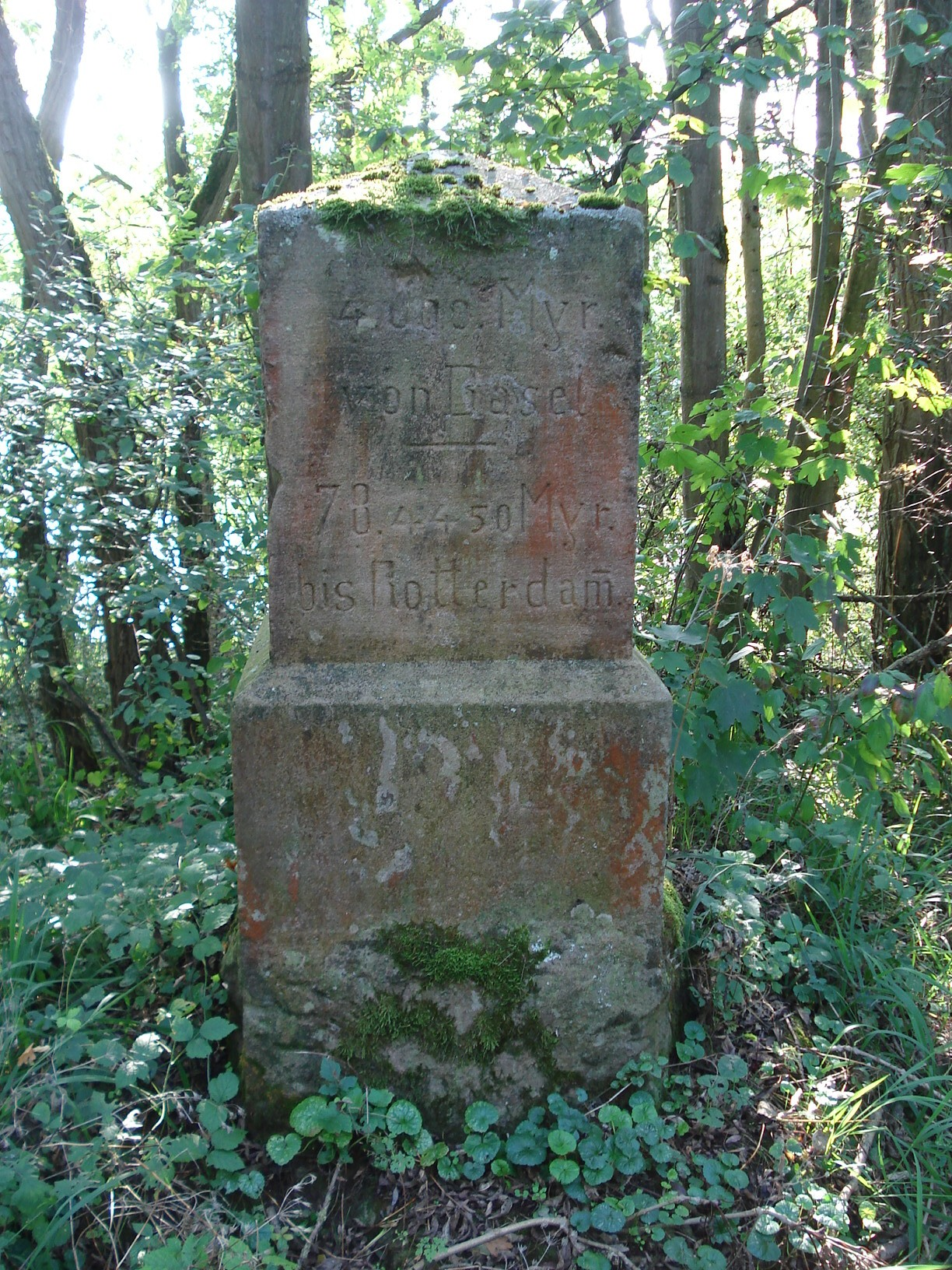
Bornes myriamétriques.
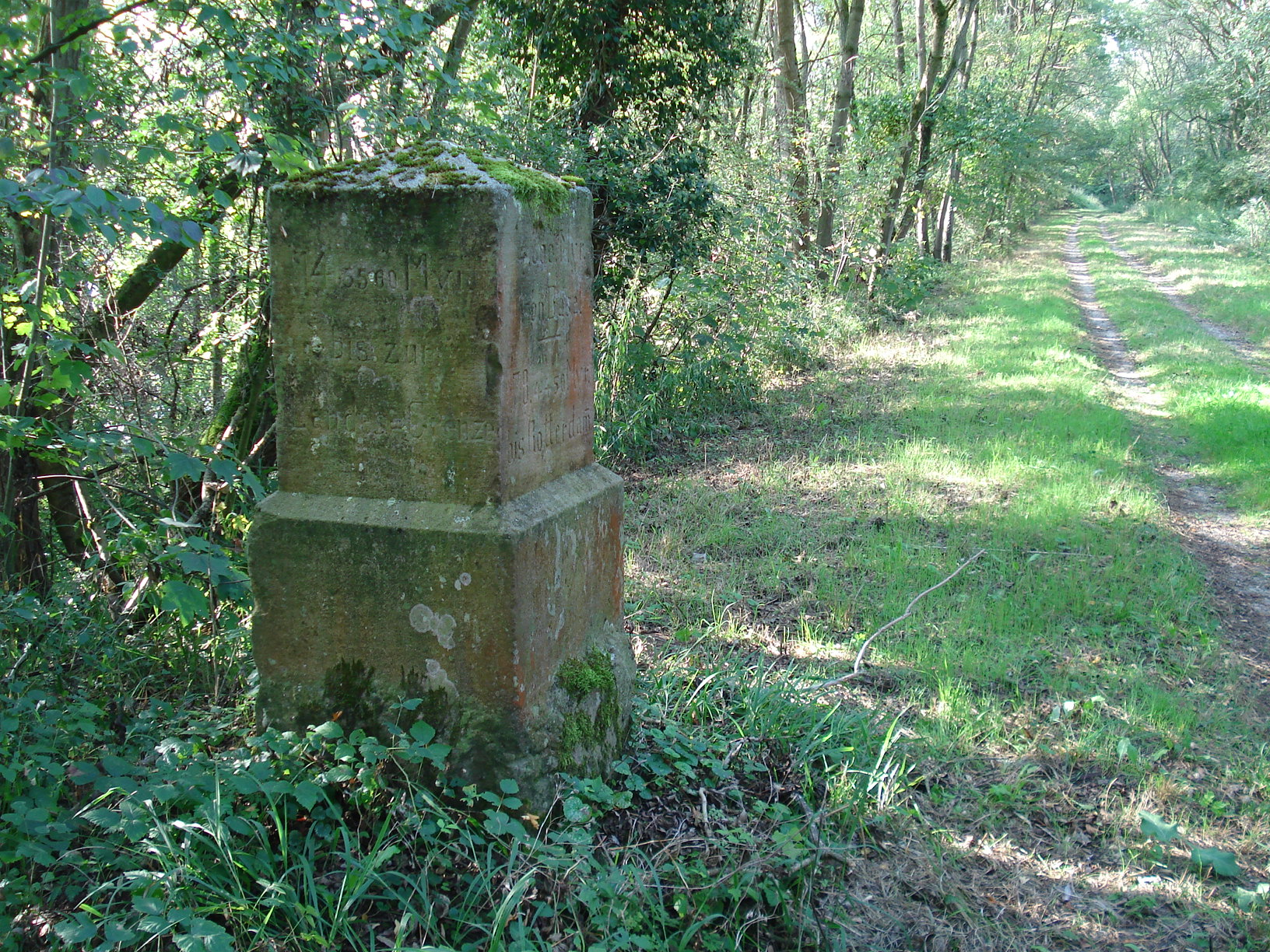
Bornes myriamétriques.

Patrimoine religieux :
- Église paroissiale Saint-Blaise[51],

Orgue de tribune, de Jean-André Silbermann,
Cloche XIIIe siècle ; XIVe siècle (?),
Presbytère.
- Croix de chemin : Christ en croix[57]
- Croix de cimetière : Christ en croix[58].
- 6 Croix monumentales[59].
- Monument aux morts[60] : Conflits commémorés : Guerres 1914-1918 - 1939-1945[61].

Autres sites :
- Les bornes myriamétriques, marques d’arpentage[62].
- Maison du début du XVIIIe siècle, avec son toit dit "à la Mansart". Elle a été démontée en 1988 et reconstituée à l'identique à l'Écomusée d'Alsace en 1993.
- L'ancien hospice, face à la mairie.
- Ferme dite ancien hôpital[63].

### Personnalités liées à la commune
- Frédéric Sitterlé, ancien homme d'affaires connu pour la création du site Internet Myskreen.com et Sport24.com.
- Marc Thuet, chef cuisinier étoilé installé à Toronto au Canada.

### Héraldique
| Blason de Blodelsheim | Les armes de Blodelsheim se blasonnent ainsi : « De gueules à deux cierges d'argent posés en sautoir allumés d'or, soutenus par une rivière courante d'argent en fasce. » |